# Chazzan

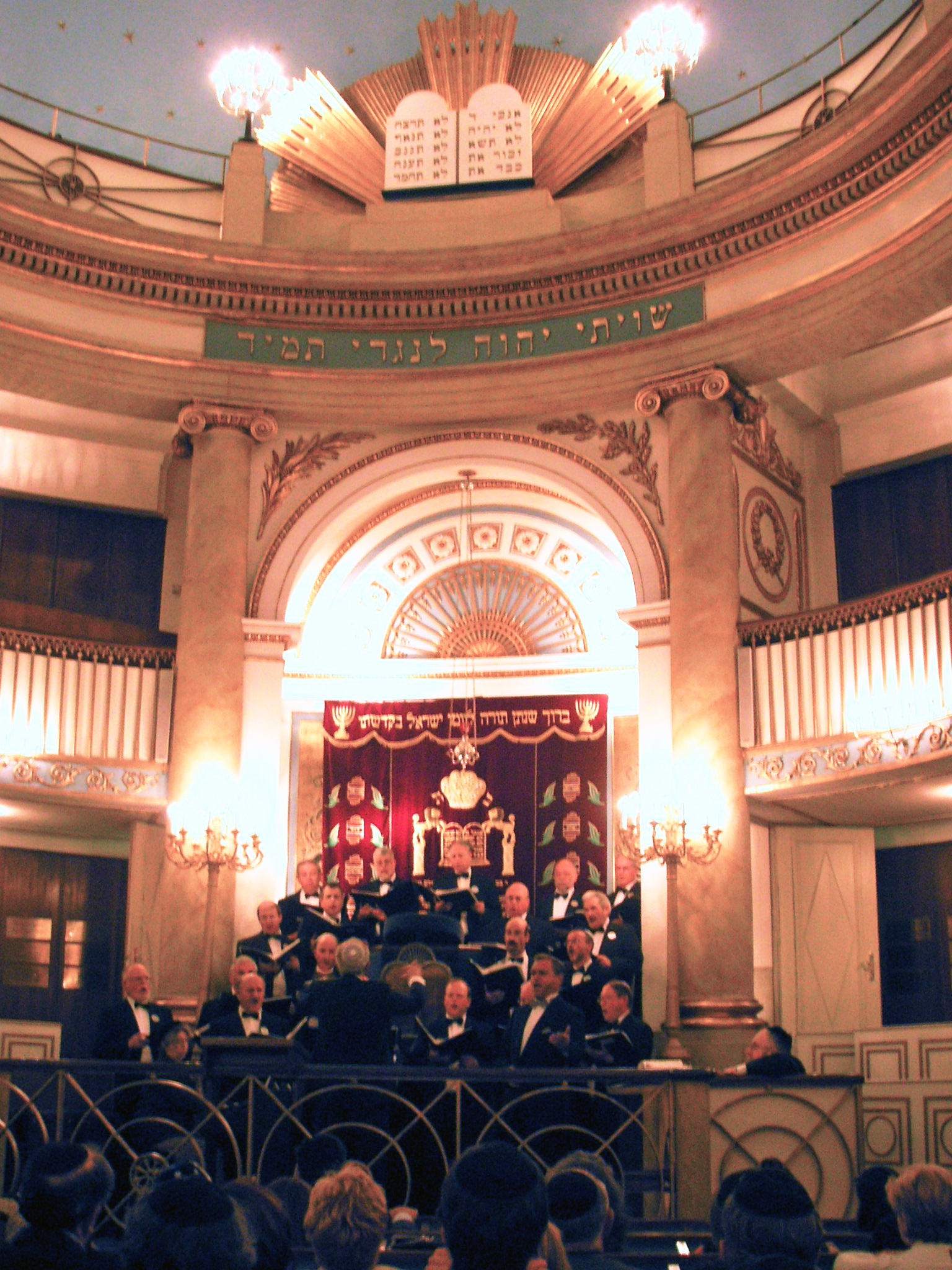
Kantorskonsert i Wiens synagoga

En chazzan (חזן [ḥazzān] på hebreiska), eller kantor, är den person i en judisk församling som tillsammans med rabbinen leder gudstjänsten. 
Chazzanens roll gör sig framförallt gällande i att sjungande leda församlingens bön och lovsång, vilket antagligen lett till att yrket också kommit att benämnas kantor, av det latinska ordet för sångare, på en del språk. Kantorn förrättar även begravningar.